# Cihuacoatl (titel)
De cihuacoatl was in het Azteekse staatsbestel de tweede man van het Azteekse rijk. Hij stond onder de hueyi tlahtoani en was belast met het dagelijks bestuur.
Hoewel cihuacoatl in het Nahuatl slangenvrouw betekent, werd de functie altijd vervuld door een man. Naast zijn bestuurlijke functie gold de cihuacoatl ook als hogepriester, en overzag hij de Azteekse mensenoffers.
De bekendste cihuacoatl was Tlacaellel, die die functie decennialang bekleedde en het aantal mensenoffers fors liet opvoeren. Cihuacoatl ten tijde van de Spaanse verovering van Mexico was Tlacotzin.